# Gun Ädel
Gun Margareta Ädel (* 14. September 1938 in Arbrå; † 10. August 2021 in Föne) war eine schwedische Skilangläuferin.
Ädel, die für den Edsbyns IF startete, nahm an den Olympischen Winterspielen 1964 in Innsbruck teil. Dort belegte sie den 32. Platz über 5 km und den 17. Rang über 10 km. Bei den Nordischen Skiweltmeisterschaften 1966 in Oslo errang sie den 25. Platz über 10 km. Bei schwedischen Meisterschaften siegte sie sechsmal mit der Staffel von Edsbyns IF (1961–1964, 1966, 1967).